# Corrosella atlasensis
Espèce
Corrosella atlasensis est une espèce de gastéropodes de la famille des Hydrobiidae.

## Répartition
Corrosella atlasensis est endémique du Maroc.[réf. nécessaire]

## Systématique
Le nom valide complet (avec auteur) de ce taxon est Corrosella atlasensis Boulaassafer (d), Ghamizi (d) & Delicado (d), 2021.

### Publication originale
- (en) Khadija Boulaassafer, Mohamed Ghamizi, Annie Machordom, Christian Albrecht et Diana Delicado, « Hidden species diversity of Corrosella Boeters, 1970 (Caenogastropoda: Truncatelloidea) in the Moroccan Atlas reveals the ancient biogeographic link between North Africa and Iberia », Organisms Diversity and Evolution, Allemagne, vol. 21,‎ 17 mars 2021, p. 393-420 (ISSN 1439-6092, e-ISSN 1618-1077, DOI 10.1007/s13127-021-00490-3)